# Somewhere. Między miejscami
Somewhere. Między miejscami (oryg. Somewhere) – amerykański dramat filmowy z 2010 roku, w reżyserii i według scenariusza Sofii Coppoli.
Obraz, którego światowa premiera odbyła się 3 września 2010 podczas 67. Międzynarodowego Festiwalu Filmowego w Wenecji, na tym festiwalu otrzymał nagrodę główną − Złotego Lwa.
Fabuła filmu skupia się na Johnnym Marco, hollywoodzkim celebrycie, którego życie wypełnia blichtr, luksus i imprezy. Życie bohatera ulega diametralnej zmianie, gdy zamieszkuje z nim jego jedenastoletnia córka Cleo. Johnny uświadamia sobie, jakie błędy popełnił w życiu oraz jak zaniedbywał córkę.

## Obsada
- Stephen Dorff jako Johnny Marco
- Elle Fanning jako Cleo Marco
- Michelle Monaghan jako Rebecca
- Chris Pontius jako Sammy
- Laura Ramsey jako dziewczyna marynarz
- Benicio del Toro jako Gwiazdor (niewymieniony w czołówce)

i inni

## Nagrody i nominacje
67. Międzynarodowy Festiwal Filmowy w Wenecji
- Złoty Lew − Sofia Coppola